# (37319) 2001 QL37
2001 QL37 (asteroide 37319) é um asteroide da cintura principal. Possui uma excentricidade de 0.20755910 e uma inclinação de 8.05747º.
Este asteroide foi descoberto no dia 16 de agosto de 2001 por LINEAR em Socorro.